# Cupressus stephensonii
Cupressus stephensonii es una especie de conífera originaria de los Estados Unidos. En inglés de llama Cuyamaca Cypress, que literalmente significa "ciprés de Cuyamaca". Se encuentra solo en la cabecera de King Creek, al sur del pico Cuyamaca en el condado de San Diego, California. Fue incluida como especie vulnerable en 1998, antes de que toda la población de este árbol quedara reducida a 30-40 individuos por el incendio del año 2003. Este año se rebajó su situación a especie en peligro crítico de extinción. Wolf documentó árboles en bajas alturas como 3.000 pies pero la presencia de estos individuos hoy no se ha verificado. La mayor parte de los ejemplares se encuentran entre 4.500 y 5.100 pies en la Zona Natural de Investigación de King Creek. A día de hoy se estima que solo quedan alrededor de 200 ejemplares maduros.

## Morfología
Cupressus stephensonii puede llegar a alturas de 10-60 metros. Normalmente es un árbol que se extiende a partir de una rama central, solo un poco más alta que ancha. Los conos femeninos tienen alrededor de 10 mm de diámetro, las escamas del cono 6-8, pero en su mayoría 6, a menudo, pero no siempre, con umbos no conspicuos de 3-4 mm de alto y forma cónica. Las semillas son de promedio 100-125 por cono, en absoluto glaucas. 3-4 cotiledones. Es la única especie de ciprés de California que libera polen en el verano.
A veces se incluye como una variedad del ciprés de Arizona (C. arizonica), del que es muy difícil de distinguir. Una de las características más propias es el color de la corteza suave en los árboles maduros, que varía entre el gris y el rosa hasta el blanco puro, así como por la forma cuando están maduros, que tiende a extenderse más que C. arizonica. La inclusión de Cupressus stephensonii como una variedad de Cupressus arizonica es objeto de debate, y posteriores análisis moleculares pueden ayudar a definir su taxonomía.

## Taxonomía
Cupressus stephensonii fue descrita por Carl Brandt Wolf y publicado en Aliso 1: 125. 1948.
Etimología
Cupressus es el nombre latino del ciprés que de acuerdo con algunos autores proviene de "Cyprus" (Chipre), de donde es nativo y crece silvestre. 
stephensonii, epíteto
Sinonimia
- Cupressus arizonica var. stephensonii (C.B. Wolf) Little 1966;
- Cupressus arizonica subsp. stephensonii (C.B. Wolf) A.E. Murray 1982;
- Callitropsis stephensonii (C.B. Wolf) D.P. Little 2006;
- Hesperocyparis stephensonii (Jeps.) Bartel 2009.[5]